# Euphorbia borenensis
Euphorbia borenensis es una especie fanerógama perteneciente a la familia Euphorbiaceae. Es endémica de Etiopía y Kenia.

## Descripción
Es una planta poco ramificada, erecta, arbusto suculento, a veces escandente que alcanza un tamaño de hasta 3 m de altura, las ramas 4-en ángulo, de 1-2 cm de diámetro; ángulos rectos o ligeramente dentados en la base de la planta, con los dientes de ± 1 cm , espinosa.

## Hábitat
Se encuentra en rocas de piedra caliza, lava, laderas de granito con Acacia-Commiphora o bosques Acacias, Terminalia; a una altitud de 400-1560 metros.
Es muy similar a Euphorbia heterospina y Euphorbia heterochroma.

## Taxonomía
Euphorbia borenensis fue descrita por Michael George Gilbert y publicado en Kew Bulletin 42: 391. 1987.
Etimología
Euphorbia: nombre genérico que deriva del médico griego del rey Juba II de Mauritania (52 a 50 a. C. - 23), Euphorbus, en su honor – o en alusión a su gran vientre –  ya que usaba médicamente Euphorbia resinifera. En 1753 Carlos Linneo asignó el nombre a todo el género.
borenensis: epíteto